# Les Gaîtés de l'escadron (pièce de théâtre)
Pour les articles homonymes, voir Les Gaîtés de l'escadron.
Les Gaîtés de l'escadron est une comédie française de Georges Courteline et Édouard Norès, créée au théâtre de l'Ambigu-Comique le 18 février 1895. 

## Description
D'abord interdite par la censure en raison de l'affaire Dreyfus, la pièce est composée d'une série de tableaux comiques sur la vie de caserne et est rédigée à partir d'une série d'articles publiée en 1886. 
Dans le climat délétère qui règne alors en France, le public n'apprécie pas cette charge irrespectueuse de l'armée française et un ancien officier, présent dans la salle, menace même les auteurs de leur « botter le derrière » s'il se reconnaît sous les traits du personnage ridicule du capitaine Hurluret. 